# Vadskærgård
Vadskærgård er en tidligere hovedgård i Tørring Sogn, tidligere Skodborg Herred, nuværende Lemvig Kommune.
Vadskærgårds historie går tilbage til 1500-tallet, hvor det var et stort gods, hvis areal gik fra Limfjorden ved Gjellerodde til Lemvigs bygrænse og mod vest op til Tørringhuse.
Gården opkøbtes 1956 af Statens Jordlovsudvalg til udstykning og har siden 1983 været et nedlagt landbrug, hvor der i dag drives Bed & Breakfast. Der findes ingen tilbageværende ældre bygninger.

## Ejere
- ca. 1350 Christian Nielsen
- 1400-tallet Jep Olsen Lunge
- 1522 Niels Friis
- 1568 Godske Friis
- 1585 Jørgen Friis
- ca. 1590 Henrik Friis
- 1591 Erik Pallesen Friis
- Jørgen Friis/Just Friis/Christoffer Friis
- ca. 1661 Jens Friis
- 1665 Rasmus Andersen
- 1676 Mogens Sørensen (forpagter fra 1669)
- 1680 Laur. Jensen
- 1688 Knud Giede
- ca. 1692 Ove Lange
- 1694 Hans Pedersen Østrup
- 1703 Jak. Lauridsen Holm
- 1710 Thomas Klemmesen
- Rasmus Jørgensen
- 1723 Chr. Fr. L.
- 1724 Oluf Terkildsen
- 1734 Lars Hass
- 1737 Mads Jensen Maae
- 1760 Mads Olesen Dahl
- 1789 Nyboe
- 1801 Else Marie Mørk
- 1806 Mads Ager
- 1845 Jens Christian Agger
- 1869 Mads Agger
- 1903 Karen Agger f. Breinholt
- ca. 1906 Mads Agger
- 1918 J. Krabbe
- 1956 Statens Jordlovsudvalg
- 1983 Kurt Staunstrup